# Rūta Kate Lasmane
Rūta Kate Lasmane (Ventspils, 17 dicembre 2000) è una triplista e lunghista lettone.

## Biografia
Figlia del canottiere olimpionico sovietico Uģis Lasmanis e sua moglie Dace, ha un fratello, Kārlis Lasmanis, anch'esso olimpionico nella pallacanestro 3x3. Ha iniziato con l'atletica leggera a 12 anni.
Nel 2024 si qualifica per i Giochi olimpici di Parigi 2024, arrivando 23º nelle qualificazioni del salto triplo femminile.

## Record nazionali
Seniores
- Salto triplo: 14,47 m ( Boston 9 marzo 2024)

## Progressione

### Salto in lungo
| Stagione | Misura    | Luogo      | Data       | Rank. Mond. |
| -------- | --------- | ---------- | ---------- | ----------- |
| 2024     | 6,20 m(i) | Lubbock    | 9-2-2024   |             |
| 2022     | 6,42 m    | Lubbock    | 14-5-2022  |             |
| 2021     | 6,17 m    | Raleigh    | 13-5-2021  |             |
| 2020     | 6,16 m    | Ogre       | 15-8-2020  |             |
| 2019     | 6,07 m    | Ogre       | 4-6-2019   |             |
| 2018     | 6,05 m    | Jelgava    | 21-7-2018  |             |
| 2017     | 5,76 m    | Jelgava    | 18-7-2017  |             |
| 2016     | 5,55 m    | Trebisonda | 14-7-2016  |             |
| 2015     | 5,44 m(i) | Ventspils  | 19-12-2015 |             |

### Salto triplo
| Stagione | Misura     | Luogo      | Data      | Rank. Mond. |
| -------- | ---------- | ---------- | --------- | ----------- |
| 2024     | 14,47 m    | Boston     | 9-3-2024  |             |
| 2023     | 14,07 m    | Sacramento | 27-5-2023 |             |
| 2022     | 13,89 m    | Eugene     | 11-6-2022 |             |
| 2021     | 14,29 m    | Raleigh    | 14-5-2021 |             |
| 2020     | 13,82 m    | Jelgava    | 8-8-2020  |             |
| 2019     | 13,57 m    | Jékabpils  | 21-6-2019 |             |
| 2018     | 13,54 m    | Tampere    | 15-7-2018 |             |
| 2017     | 12,48 m(i) | Klaipėda   | 8-12-2017 |             |
| 2016     | 12,12 m(i) | Klaipėda   | 9-12-2016 |             |

## Palmarès
| Anno | Manifestazione  | Sede     | Evento       | Risultato | Prestazione | Note                                   |
| ---- | --------------- | -------- | ------------ | --------- | ----------- | -------------------------------------- |
| 2018 | Mondiali U20    | Tampere  | Salto triplo | 5ª        | 13,54 m     | Miglior prestazione nazionale under 20 |
| 2019 | Europei U20     | Borås    | Salto triplo | Bronzo    | 13,48 m     |                                        |
| 2021 | Europei U23     | Tallinn  | Salto triplo | Bronzo    | 13,75 m     |                                        |
| 2022 | Europei         | Monaco   | Salto triplo | 17ª (q)   | 13,49 m     |                                        |
| 2023 | Mondiali        | Budapest | Salto triplo | 19ª (q)   | 13,87 m     | [ 2 ]                                  |
| 2024 | Giochi olimpici | Parigi   | Salto triplo | 22ª (q)   | 13,76 m     |                                        |

## Altre competizioni internazionali
2016
- Bronzo alle Gymnasiadi ( Trebisonda), salto in lungo - 5,55 m
- 6ª alle Gymnasiadi ( Trebisonda), salto triplo - 11,74 m

2023
- Argento ai Campionati europei a squadre, ( Chorzów), salto triplo - 13,86 m